# Marlin Hurt
Marlin Hurt (ur. 27 maja 1905, zm. 21 marca 1946) – amerykański komik i aktor radiowy.

## Wyróżnienia
Posiada swoją gwiazdę na Hollywoodzkiej Alei Gwiazd.